# 7 Berryz Times
⑦ Berryz Times (jap. ⑦ Berryz タイムス ⑦ Berryz Taimusu) – szósty album studyjny japońskiego zespołu Berryz Kōbō, wydany 30 marca 2011 roku. Osiągnął 10 pozycję w rankingu Oricon i pozostał na liście przez 3 tygodnie, sprzedał się w nakładzie 7 782 egzemplarzy.

## Lista utworów
Utwory zostały napisane i skomponowane przez Tsunku.
| Nr  | Tytuł                                                               | Aranżacja         | Czas |
| --- | ------------------------------------------------------------------- | ----------------- | ---- |
| 1.  | "Icchōme Rock!" (jap. 一丁目ロック! Icchōme Rokku!)                 | Yasuo Asai        |      |
| 2.  | "Heroine ni narō ka!" (jap. ヒロインになろうか! Hiroin ni narō ka!) | Kaoru Ōkubo       |      |
| 3.  | "BOMB BOMB JUMP"                                                    | Shōichirō Hirata  |      |
| 4.  | "Masshiroi ano kumo" (jap. 真っ白いあの雲)                          | Yūsuke Itagaki    |      |
| 5.  | "Maji Bomber!!" (jap. 本気ボンバー!! Maji Bonbā!)                   | Yūsuke Itagaki    |      |
| 6.  | "Joshikai The Night" (jap. 女子会 The Night)                        | Shōichirō Hirata  |      |
| 7.  | "Girls Times" (jap. ガールズタイムス Gāruzu Taimusu)                | Yoshiaki Fujisawa |      |
| 8.  | "Onna no Pride" (jap. 女のプライド Onna no Puraido)                 | Shōichirō Hirata  |      |
| 9.  | "Shining Power" (jap. シャイニング パワー Shainingu Pawā)           | Shunsuke Suzuki   |      |
| 10. | "Magical Future!" (jap. マジカルフューチャー! Majikaru Fyūchā!)     | Shōichirō Hirata  |      |

## Notowania
| Lista                      | Pozycja |
| -------------------------- | ------- |
| Oricon Daily Albums Chart  | 3       |
| Oricon Weekly Albums Chart | 10      |